# Drosophila furva
Drosophila furva är en tvåvingeart som beskrevs av Elmo Hardy 1965. Drosophila furva ingår i släktet Drosophila och familjen daggflugor.
Artens utbredningsområde är Hawaii.